# Patvarc, Nógrád
Patvarc  este un sat în districtul Balassagyarmat, județul Nógrád, Ungaria, având o populație de 744 de locuitori (2011). 

## Demografie
Componența etnică a satului Patvarc
     Maghiari (91,58%)
     Romi (6,53%)
     Slovaci (1,31%)
     Necunoscut (0,58%)
     Alții (0,58%)
Componența confesională a satului Patvarc
     Luterani (13,31%)
     Fără religie (3,9%)
     Reformați (1,48%)
     Atei (1,08%)
     Necunoscută (80,24%)
     Alte religii (0,4%)
Conform recensământului din 2011, satul Patvarc avea 744 de locuitori. Din punct de vedere etnic, majoritatea locuitorilor (91,58%) erau maghiari, existând și minorități de romi (6,53%) și slovaci (1,31%). Apartenența etnică nu este cunoscută în cazul a 0,58% din locuitori. Nu există o religie majoritară, locuitorii fiind luterani (13,31%), persoane fără religie (3,9%), reformați (1,48%) și atei (1,08%). Pentru 80,24% din locuitori nu este cunoscută apartenența confesională.